# Lethrinus borbonicus
Lethrinus borbonicus là một loài cá biển thuộc chi Lethrinus trong họ Cá hè. Loài này được mô tả lần đầu tiên vào năm 1830.

## Từ nguyên
Từ định danh được đặt theo tên gọi của đảo Borbon, tức đảo Réunion ngày nay, nơi mà mẫu định danh của loài cá này được thu thập (–icus trong tiếng Latinh: "thuộc về").

## Phân bố và môi trường sống
L. borbonicus có phân bố giới hạn ở Tây Ấn Độ Dương, từ Biển Đỏ và vịnh Ba Tư trải dài dọc theo Đông Phi về phía nam đến KwaZulu-Natal (Nam Phi), phía đông đến Pakistan, Madagascar và các đảo quốc xung quanh. Thông qua kênh đào Suez mà L. borbonicus đã đến được Địa Trung Hải, khi lần đầu tiên mà loài này được nhìn thấy ở bờ biển Tunisia.
L. borbonicus sống gần các rạn san hô trên nền đáy cát hoặc trên thảm cỏ biển ở độ sâu đến ít nhất là 40 m.

## Mô tả
Chiều dài cơ thể lớn nhất ở L. borbonicus là 40 cm, thường bắt gặp với chiều dài trung bình khoảng 25 cm. Thân màu xám đen hoặc nâu vàng, lớp vảy cá ở giữa sáng màu hơn, đôi khi có các vạch màu sẫm đứt đoạn; thân dưới trắng nhạt. Đầu màu xám nâu. Vây ngực và vây bụng màu trắng hoặc phớt hồng. Vây lưng và vây hậu môn lốm đốm trắng hoặc hơi vàng, có viền đỏ. Vây đuôi có các dải đỏ nhạt mờ.
Số gai ở vây lưng: 10 (gai thứ 4 hoặc 5 thường dài nhất); Số tia vây ở vây lưng: 9; Số gai ở vây hậu môn: 3; Số tia vây ở vây hậu môn: 8 (tia thứ nhất thường dài nhất); Số tia vây ở vây ngực: 13; Số vảy đường bên: 46–48.

## Sinh thái
Thức ăn của L. borbonicus chủ yếu bao gồm động vật giáp xác, động vật thân mềm và động vật da gai. Vào ban ngày, chúng có thể hợp thành nhóm nhỏ, nhưng về đêm, chúng sống đơn độc. Ở vịnh Ba Tư, mùa sinh sản của L. borbonicus kéo dài từ tháng 3 đến tháng 6; cũng tại đó, độ tuổi lớn nhất được biết đến ở loài này là 9 năm.

## Thương mại
L. borbonicus có tầm quan trọng thương mại tương đối nhỏ. Ở vịnh Ba Tư, chúng đang rơi vào tình trạng bị đánh bắt quá mức.